# نويل فان هورن
نويل فـان هورن (بالإنجليزية: Noel Van Horn)‏ هو فنان قصص مصورة أمريكي، ولد في 6 يوليو 1968 في سان فرانسيسكو في الولايات المتحدة.